# Замок Данбой
Замок Данбой (англ. Dunboy Castle, ірл. Caisleán Dhún Baoi) — один із замків Ірландії, розташований в графстві Корк. Свого часу був твердинею вождів ірландського клану О'Салліван Беар. Володар замку Данбой був одним із ватажків повстання за незалежність Ірландії XVI століття. Героїчна оборона замку Данбой стала одним із символів боротьби ірландського народу за свою незалежність.
Замок знаходиться на невеликому півострові Беар, який розташований на південно-західній частині Ірландії, біля міста Кастелтаунбер.

## Історія замку Данбой

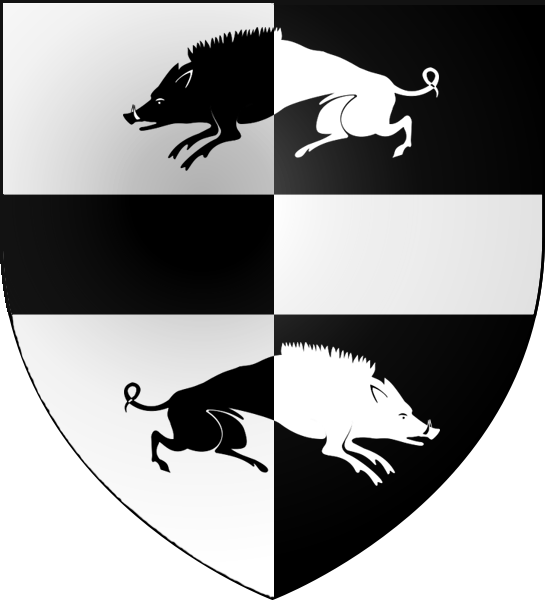
Герб вождів клану О'Салліван.

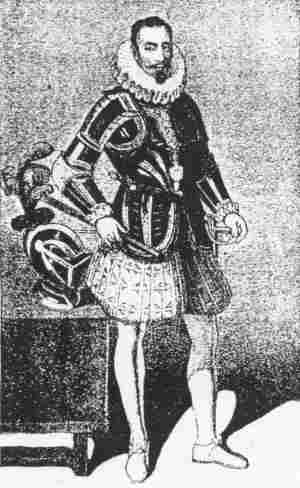
Донал Кам О'Салліван Беара — останній вождь клану О'Салліван (1561—1618).

Замок Данбой був побудований спеціально для охорони і захисту гавані Берхаван. Цей замок дав можливість клану О'Салліван Беар взяти під контроль паівденно-західне узбережжя Ірландії, контролювати рибальство у цьому регіоні. Крім того — вожді клану О'Салліван Беар почали збирати податки з рибальських суден від імені держави Ірландія, гарантуючи за це рибалкам надійний захист. На той час клан О'Саліван не визнавав влади Англії, а незалежного королівства Ірландія на той час не існувало.
Також цей замок служив в якості центру для імпорту і експорту з материка. На сьогоднішні від замку лишилися вбогі руїни, більша частина замку повністю зруйнована, але, незважаючи на це, руїни цього славновідомого місця відкриті для відвідувачів, туристів і гостей.
У 1602 році замок став ареною важких боїв між ірландськимиповстанцями і англійськими військами після тривалої блокади. Саме ці бої стали причиною практично повного знищення замку англійською артилерією. Захисники замку стояли на смерть і відмовилися здаватися англійським військам.
Донал Кам О'Салліван Беар був затятим противником англійської корони, і в жодному разі не бажав схилити свою голову перед нею. Саме з цієї причини, королева Єлизавета I вирішила направити армію під командування сера Джорджа Карью. Замок був одним із останніх центрів опору тодішнього повстання за незалежність Ірландії. Незабаром повстання було потоплене в крові. Донал чекав в замку Ардеа, що біля Туосіст підкріплення та зброї, яка була йому обіцяна. А в цей час лорд Карью з армією в 4000 солдат з гарматами обложив замок Дунбой в якому тримали оборону 143 ірландці.
Згідно з історичними переказами в стародавні часи замок-фортеця Данбой була абсолютно неприступною. І під час облоги в ній було всього 143 людини, які героїчно воювали за свої погляди і переконання проти численного супротивника. І після досить жорстоких артилерійських атак стіни замку впали, але захисники замку продовжували чинити опір до останнього. Бій був жорстоким, більшість захисників замку загинули. 58 відважних захисників були поранені і потрапили в полон. Полонені наступного дня були страчені — повішені на найближчій ринкової площі. Тільки священика Коллінса відвезли у його рідне селище Югал і повісили привселюдно там два дні по тому. Священик Коллінс не був солдатом, він був лише посередником на переговорах. Легенди про цих славних воїнів живуть в Ірландії і донині.
Донал О'Салліван зрозумів, що підкріплення не буде, ні зброї ні допомоги не буде, що Іспанія зрадила ірландських повстанців. Було очевидно, що все втрачено в Манстері. Донал О'Салліван зібрав близько 1000 останніх повстанців і вирушив в похід в Лейтрім до свого союзника — вождя клану О'Руайрк (ірл. — Ó Ruairc). Він вважав, що зможе продовжити боротьбу на півночі Ірландії разом зі своїми союзниками — кланами О'Доннелл та О'Нейлл.
Лорд Карью оголосив, що всі хто буде допомагати їжею повстанцям будуть оголошені поза законом. Протягом 300 миль свого походу вони були безперервно атаковані англійськими військами. Місцевість по якій вони йшли була розорена і спалена війною. Повстанці Донала О'Саллівана почали марш 31 грудня 1602 року.
Цей епічний і трагічний марш назавжди увійшов в історію Ірландії завдяки докладній розповіді про нього, написаній племінником Донала О'Саллівана.